# جام جهانی باشگاه‌ها ۲۰۲۹
جام جهانی باشگاه‌ها ۲۰۲۹ بیست و دومین دوره برنامه‌ریزی شده جام جهانی باشگاه‌ها است، یک رقابت بین‌المللی فوتبال باشگاهی که توسط فیفا برگزار می‌شود. این مسابقات قرار است از ژوئن تا ژوئیه ۲۰۲۹ برگزار شود. برنامه‌ریزی شده است که دومین دوره مسابقات با فرمت گسترده شده ۳۲ تیم، از جمله قهرمانان چهار دوره مسابقات قهرمانی قاره‌ای قبلی باشد.

## پروسه انتخاب میزبان
- استرالیا (احتمالا با  نیوزیلند):[۲] پس از یک جام جهانی فوتبال زنان ۲۰۲۳ بسیار موفق، جیمز جانسون، رئیس فوتبال استرالیا، اظهار داشت که به منظور ادامه موفقیت پس از مسابقات، استرالیا برای جام ملت‌های زنان آسیا ۲۰۲۶ (که نامزدی‌شان موفقیت‌آمیز بود)[۳] و جام جهانی باشگاه‌ها ۲۰۲۹ نامزد خواهد شد.[۴]
- برزیل: در ۲۰ ژوئن ۲۰۲۵، کنفدراسیون فوتبال برزیل رسماً علاقه خود را برای میزبانی این مسابقات ابراز کرد. سمیر زائود، رئیس این سازمان، این تمایل را به جیانی اینفانتینو، رئیس فیفا، ابلاغ کرد که با استقبال او مواجه شد. این پیشنهاد بر اساس زیرساخت‌های مورد استفاده در رویدادهای قبلی فیفا، مانند جام جهانی فوتبال ۲۰۱۴ و جام جهانی فوتبال زنان ۲۰۲۷، ارائه خواهد شد.[۵]
- قطر: قطر علاقه خود را برای میزبانی جام جهانی باشگاه‌ها ۲۰۲۹ ابراز کرده است. پیشنهاد آنها شامل برگزاری این مسابقات در زمستان برای جلوگیری از گرمای تابستان و با استفاده از زیرساخت‌های موجود از جام جهانی ۲۰۲۲ است. مقامات قطری اظهار داشتند که نزدیکی ورزشگاه‌ها و پایگاه‌های تمرینی موجود که نیاز به سفر هوایی را کم می‌کند، این مسابقات را از نظر کربن خنثی می‌کند. این برنامه احتمالی می‌تواند به دلیل اختلال در فصل‌های داخلی لیگ‌های اروپایی با مخالفت آنها روبرو شود.[۶]
- اسپانیا،  پرتغال،  مراکش: پس از دیدار سه کشور در لیسبون، فوزی لقجع، رئیس فوتبال مراکش، در مصاحبه‌ای گفت که هر سه کشور میزبان جام جهانی باشگاه‌ها ۲۰۲۹ به عنوان یک رویداد آماده‌سازی برای جام جهانی فوتبال ۲۰۳۰ خواهند بود. مراکش در ابتدا می‌خواست به تنهایی میزبان این رویداد باشد.
- ایالات متحده آمریکا: در دسامبر ۲۰۲۴، گزارش شد که فیفا به امید به دست آوردن حامیان مالی آمریکایی و اجازه دادن به لیگ‌ها برای ادامه تلاش‌های بازاریابی در کشور، در نظر دارد دومین جام جهانی باشگاه‌ها را به ایالات متحده اهدا کند.

## سهمیه‌بندی
سهمیه‌بندی مسابقات ۲۰۲۹‌‌ مانند مسابقات ۲۰۲۵ خواهد بود. یوفا با دوازده سهمیه بیشترین سهمیه را به خود اختصاص داد، در حالی که کونمبول با شش سهمیه دومین سهمیه را به خود اختصاص داد. به ای‌اف‌سی، کاف و کونکاکاف هر کدام چهار سهمیه داده شد، در حالی که به اواف‌سی و فدراسیون میزبان هر کدام یک سهمیه داده شد. در ۱۴ مارس ۲۰۲۳، شورای فیفا اصول کلیدی فهرست دسترسی برای این مسابقات را تصویب کرد. این اصول با توجه به مسابقاتی که در یک دوره چهار ساله از ۲۰۲۵ تا ۲۰۲۸ انجام شده‌اند، به شرح زیر است:
- کونمبول و یوفا (بیش از چهار سهمیه): دسترسی برای برندگان چهار فصل قبلی رقابت‌های باشگاهی برتر کنفدراسیون بین سال‌های ۲۰۲۵ تا ۲۰۲۸، به همراه تیم‌های اضافی که بر اساس رتبه‌بندی باشگاه‌ها در دوره چهار ساله تعیین می‌شوند.[۹]
- ای‌اف‌سی، کاف و کونکاکاف (هر کدام چهار سهمیه): دسترسی برای برندگان چهار فصل قبلی رقابت‌های باشگاهی برتر کنفدراسیون.
- اواف‌سی (یک سهمیه): دسترسی برای باشگاه دارای بالاترین رتبه بین برندگان چهار فصل قبلی مسابقات باشگاهی برتر کنفدراسیون.
- کشور میزبان (یک سهمیه): بعدا مشخص خواهد شد.

اگر یک باشگاه دو یا چند فصل از برترین مسابقات باشگاهی کنفدراسیون خود را برنده شود، تیم‌های اضافی بر اساس رتبه‌بندی باشگاه در طول دوره چهار ساله تعیین خواهند شد. علاوه بر این، محدودیت دو باشگاه برای هر فدراسیون اعمال خواهد شد، به استثنای باشگاه‌های قهرمان اگر بیش از دو باشگاه از یک فدراسیون، برترین مسابقات باشگاهی کنفدراسیون خود را ببرند. روش محاسبه رتبه‌بندی چهار ساله باشگاه‌ها در هر کنفدراسیون بر اساس عملکرد تیم‌ها در مسابقات قاره‌ای مربوطه در طول فصل‌های تکمیل شده بین سال‌های ۲۰۲۵ تا ۲۰۲۸ است.

## تیم‌ها
| کنفدراسیون         | تیم          | نحوه صعود                                              | تاریخ صعود     | تعداد حضور         |
| ------------------ | ------------ | ------------------------------------------------------ | -------------- | ------------------ |
| ای‌اف‌سی (۴ سهمیه)   | الاهلی       | قهرمان لیگ نخبگان آسیا ۲۵–۲۰۲۴                         | ۳ مه ۲۰۲۵      | اولین              |
| ای‌اف‌سی (۴ سهمیه)   | نامشخص       | قهرمان لیگ نخبگان آسیا ۲۶–۲۰۲۵                         | مه ۲۰۲۶        |                    |
| ای‌اف‌سی (۴ سهمیه)   | نامشخص       | قهرمان لیگ نخبگان آسیا ۲۷–۲۰۲۶                         | مه ۲۰۲۷        |                    |
| ای‌اف‌سی (۴ سهمیه)   | نامشخص       | قهرمان لیگ نخبگان آسیا ۲۸–۲۰۲۷                         | مه ۲۰۲۸        |                    |
| کاف (۴ سهمیه)      | پیرامیدز     | قهرمان لیگ قهرمانان آفریقا ۲۵–۲۰۲۴                     | ۱ ژوئن ۲۰۲۵    | اولین              |
| کاف (۴ سهمیه)      | نامشخص       | قهرمان لیگ قهرمانان آفریقا ۲۶–۲۰۲۵                     | ژوئن ۲۰۲۶      |                    |
| کاف (۴ سهمیه)      | نامشخص       | قهرمان لیگ قهرمانان آفریقا ۲۷–۲۰۲۶                     | ژوئن ۲۰۲۷      |                    |
| کاف (۴ سهمیه)      | نامشخص       | قهرمان لیگ قهرمانان آفریقا ۲۸–۲۰۲۷                     | ژوئن ۲۰۲۸      |                    |
| کونکاکاف (۴ سهمیه) | کروز آزول    | قهرمان جام قهرمانان کونکاکاف ۲۰۲۵                      | ۱ ژوئن ۲۰۲۵    | دومین (قبلی: ۲۰۱۴) |
| کونکاکاف (۴ سهمیه) | نامشخص       | قهرمان جام قهرمانان کونکاکاف ۲۰۲۶                      | ژوئن ۲۰۲۶      |                    |
| کونکاکاف (۴ سهمیه) | نامشخص       | قهرمان جام قهرمانان کونکاکاف ۲۰۲۷                      | ژوئن ۲۰۲۷      |                    |
| کونکاکاف (۴ سهمیه) | نامشخص       | قهرمان جام قهرمانان کونکاکاف ۲۰۲۸                      | ژوئن ۲۰۲۸      |                    |
| کونمبول (۶ سهمیه)  | نامشخص       | قهرمان جام لیبرتادورس ۲۰۲۵                             | ۲۹ نوامبر ۲۰۲۵ |                    |
| کونمبول (۶ سهمیه)  | نامشخص       | قهرمان جام لیبرتادورس ۲۰۲۶                             | نوامبر ۲۰۲۶    |                    |
| کونمبول (۶ سهمیه)  | نامشخص       | قهرمان جام لیبرتادورس ۲۰۲۷                             | نوامبر ۲۰۲۷    |                    |
| کونمبول (۶ سهمیه)  | نامشخص       | قهرمان جام لیبرتادورس ۲۰۲۸                             | نوامبر ۲۰۲۸    |                    |
| کونمبول (۶ سهمیه)  | نامشخص       | تیم اول واجد شرایط رده‌بندی ۴ ساله کونمبول              | نامشخص         |                    |
| کونمبول (۶ سهمیه)  | نامشخص       | تیم دوم واجد شرایط رده‌بندی ۴ ساله کونمبول              | نامشخص         |                    |
| اواف‌سی (۱ سهمیه)   | نامشخص       | بهترین قهرمان لیگ قهرمانان اقیانوسیه در رده‌بندی ۴ ساله | نامشخص         |                    |
| یوفا (۱۲ سهمیه)    | پاری سن-ژرمن | قهرمان لیگ قهرمانان اروپا ۲۵–۲۰۲۴                      | ۳۱ مه ۲۰۲۵     | دومین (قبلی: ۲۰۲۵) |
| یوفا (۱۲ سهمیه)    | نامشخص       | قهرمان لیگ قهرمانان اروپا ۲۶–۲۰۲۵                      | ۳۰ مه ۲۰۲۶     |                    |
| یوفا (۱۲ سهمیه)    | نامشخص       | قهرمان لیگ قهرمانان اروپا ۲۷–۲۰۲۶                      | ۵ ژوئن ۲۰۲۷    |                    |
| یوفا (۱۲ سهمیه)    | نامشخص       | قهرمان لیگ قهرمانان اروپا ۲۸–۲۰۲۷                      | ۲۷ مه ۲۰۲۸     |                    |
| یوفا (۱۲ سهمیه)    | نامشخص       | تیم اول واجد شرایط رده‌بندی ۴ ساله یوفا                 | نامشخص         |                    |
| یوفا (۱۲ سهمیه)    | نامشخص       | تیم دوم واجد شرایط رده‌بندی ۴ ساله یوفا                 | نامشخص         |                    |
| یوفا (۱۲ سهمیه)    | نامشخص       | تیم سوم واجد شرایط رده‌بندی ۴ ساله یوفا                 | نامشخص         |                    |
| یوفا (۱۲ سهمیه)    | نامشخص       | تیم چهارم واجد شرایط رده‌بندی ۴ ساله یوفا               | نامشخص         |                    |
| یوفا (۱۲ سهمیه)    | نامشخص       | تیم پنجم واجد شرایط رده‌بندی ۴ ساله یوفا                | نامشخص         |                    |
| یوفا (۱۲ سهمیه)    | نامشخص       | تیم ششم واجد شرایط رده‌بندی ۴ ساله یوفا                 | نامشخص         |                    |
| یوفا (۱۲ سهمیه)    | نامشخص       | تیم هفتم واجد شرایط رده‌بندی ۴ ساله یوفا                | نامشخص         |                    |
| یوفا (۱۲ سهمیه)    | نامشخص       | تیم هشتم واجد شرایط رده‌بندی ۴ ساله یوفا                | نامشخص         |                    |
| میزبان (۱ سهمیه)   | نامشخص       | نامشخص                                                 | نامشخص         |                    |